# Plectrocnemia
Plectrocnemia är ett släkte av nattsländor. Plectrocnemia ingår i familjen fångstnätnattsländor.

## Dottertaxa tillPlectrocnemia, i alfabetisk ordning[1][2]
- Plectrocnemia abraracourcix
- Plectrocnemia acanthos
- Plectrocnemia aietes
- Plectrocnemia alicatai
- Plectrocnemia altera
- Plectrocnemia anaklima
- Plectrocnemia anaktiga
- Plectrocnemia appennina
- Plectrocnemia appensata
- Plectrocnemia arphachad
- Plectrocnemia asuana
- Plectrocnemia aurea
- Plectrocnemia aureola
- Plectrocnemia australica
- Plectrocnemia australis
- Plectrocnemia baculifera
- Plectrocnemia banksi
- Plectrocnemia bifurcata
- Plectrocnemia brevis
- Plectrocnemia caudata
- Plectrocnemia chinensis
- Plectrocnemia cinerea
- Plectrocnemia clinei
- Plectrocnemia complex
- Plectrocnemia conjuncta
- Plectrocnemia conspersa
- Plectrocnemia corsicana
- Plectrocnemia crassicornis
- Plectrocnemia distincta
- Plectrocnemia eber
- Plectrocnemia eccingoma
- Plectrocnemia eximia
- Plectrocnemia forcipata
- Plectrocnemia galloisi
- Plectrocnemia geniculata
- Plectrocnemia gryphalis
- Plectrocnemia hajastanica
- Plectrocnemia hoenei
- Plectrocnemia inflata
- Plectrocnemia intermedia
- Plectrocnemia kainam
- Plectrocnemia kalachorum
- Plectrocnemia kisbelai
- Plectrocnemia kusnezovi
- Plectrocnemia kydon
- Plectrocnemia lacuna
- Plectrocnemia laetabilis
- Plectrocnemia latissima
- Plectrocnemia limosa
- Plectrocnemia maclachlani
- Plectrocnemia manicata
- Plectrocnemia minima
- Plectrocnemia mojkovacensis
- Plectrocnemia munitalis
- Plectrocnemia nagayamai
- Plectrocnemia navasi
- Plectrocnemia norikurana
- Plectrocnemia obliquofasciata
- Plectrocnemia okiensis
- Plectrocnemia ondakeana
- Plectrocnemia plicata
- Plectrocnemia potchina
- Plectrocnemia praestans
- Plectrocnemia punjabica
- Plectrocnemia remota
- Plectrocnemia renetta
- Plectrocnemia resa
- Plectrocnemia rizeiensis
- Plectrocnemia salah
- Plectrocnemia scruposa
- Plectrocnemia sinualis
- Plectrocnemia sinyajevi
- Plectrocnemia sitahoana
- Plectrocnemia smiljae
- Plectrocnemia tochimotoi
- Plectrocnemia tortosa
- Plectrocnemia tsukuiensis
- Plectrocnemia tuhuae
- Plectrocnemia uncata
- Plectrocnemia variegata
- Plectrocnemia varouna
- Plectrocnemia vigilatrix
- Plectrocnemia wui
- Plectrocnemia yunnanensis